# 张楼站
张楼站是一个水张线上的铁路车站，位于安徽省淮南市八公山区孔集，建于1944年，目前为四等站，邮政编码为232073。目前客运：办理旅客乘降；行李、包裹托运；货运：办理整车货物发到。